# Platycnemis syriaca
Platycnemis syriaca är en trollsländeart som beskrevs av Hagen in Selys 1850. Platycnemis syriaca ingår i släktet Platycnemis och familjen flodflicksländor. Inga underarter finns listade i Catalogue of Life.